# Hans Gehrig
Hans Gehrig (ur. 17 sierpnia 1929 w Zurychu, zm. w 1989) – kanadyjski bobsleista.
Brał udział w zimowych igrzyskach w 1968 i 1972. W Grenoble wystartował w dwójkach (jego partnerem był Harry Goetschi). Był to drugi kanadyjski zespół, który nie ukończył rywalizacji. W Sapporo wystąpił w dwójkach (partnerem był Andrew Faulds) i czwórkach. Jego dwójka była pierwszą kanadyjską i zajęła 18. miejsce, a czwórka była jedyną z tego kraju i uplasowała się na 13. pozycji. Był najstarszym Kanadyjczykiem na igrzyskach w 1968 i najstarszym uczestnikiem igrzysk w 1972.